# 양산 우불산 신사
양산 우불산 신사(梁山 于弗山 神祠)는 대한민국 경상남도 양산시 웅상읍 신곡리에 있는, 봄과 가을에 기우제를 지내던 장소이다.
1991년 12월 23일 경상남도의 문화재자료 제187호 우불산 신사으로 지정되었다가, 2018년 12월 20일 현재의 명칭으로 변경되었다.

## 개요
『삼국사기』32권에 ‘우화’라고 기록되어 있는 곳으로 해마다 봄과 가을에 기우제를 지내던 장소이다.
임진왜란 때 왜병들이 우불산 남쪽에 진을 쳤다가 그날 밤 신풍이 일어 몰살당했으며, 일제가 사당을 허물 때 기와장을 뜯던 인부가 피를 토하고 죽고 이 일을 지휘하였던 일본 헌병도 자살하였다는 이야기가 전하고 있다.
다른 문헌 기록에 따르면 신라시대부터 나라의 태평과 국민의 평안을 빌기 위한 제사를 해마다 음력 2월에 지냈으며, 가뭄 때 비를 빌면 특히 효험이 있었다고 전한다.
조선 인조 1년(1623) 사당 건물을 지었고 인조 22년(1644) 사당과 재실을 고쳐 지었으며 그 뒤에도 여러 차례 보수를 거쳤는데, 지금 있는 건물은 1918년에 다시 세운 것이다.

## 참고 문헌
- 양산 우불산 신사 - 국가유산청 국가유산포털